# 兩班

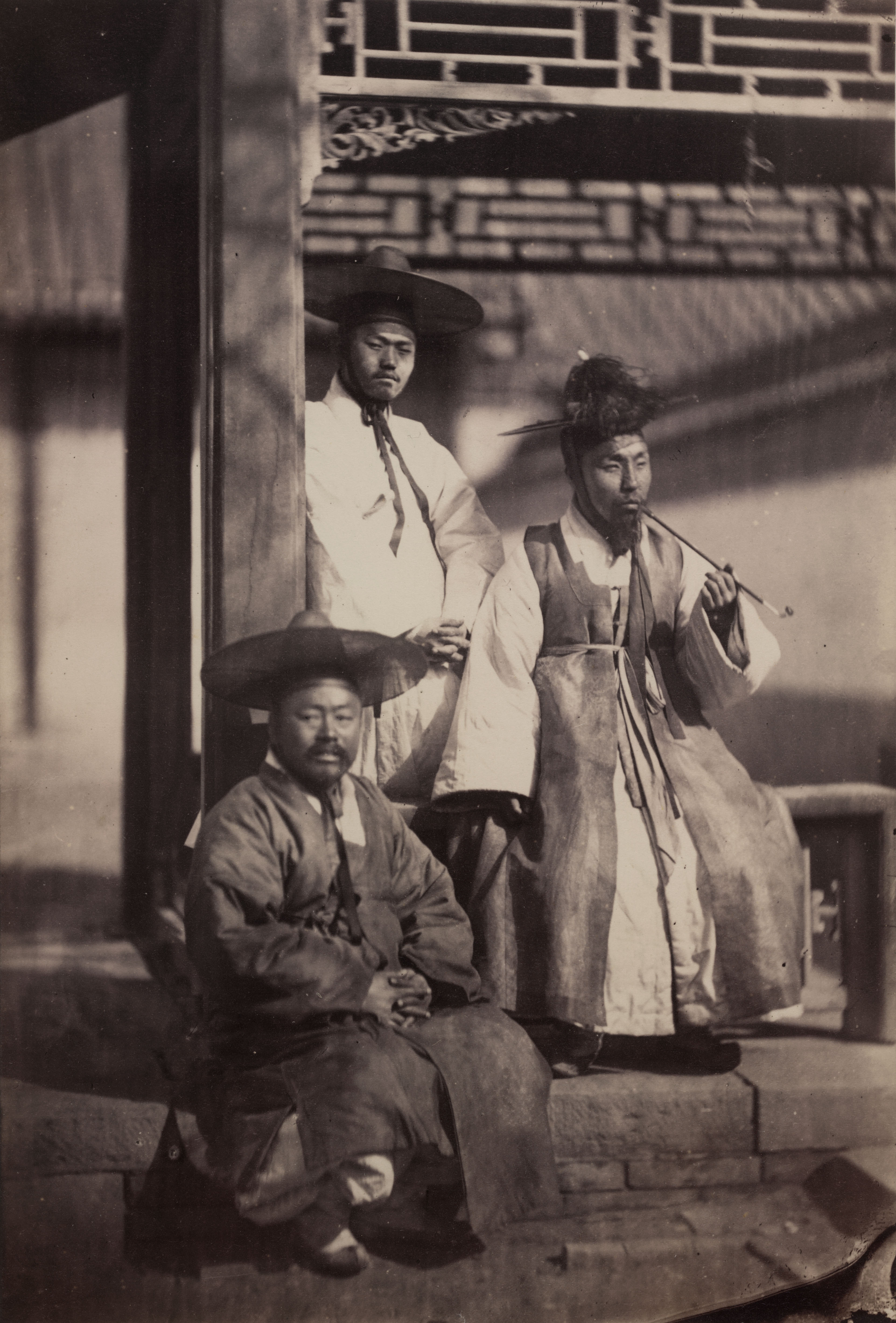
兩班，1863年

兩班，即文班（문반）與武班（무반）的合稱，是古代朝鲜贵族阶级，雏形出现在朝鲜三国时代，主要形成于高丽国、朝鲜王朝时期。是古代高丽国和朝鮮国的贵族统治階級与学者官吏。
韩国学中央研究院引用20世纪统治者日本驻朝鲜统监府（总督府）统计数据，截止到20世纪30年代，一共有1,685个家庭是两班贵族家庭，大部分为在地两班，即使没有做官依然控制所在地区的人口和土地，干涉地方行政。很多贵族家庭有500年或者500年以上贵族历史，大约50%以上的贵族家庭有300年到400年以上贵族历史，只有不到2%的贵族家庭成为贵族不超过一百年。日韩合并之后，很多贵族因为反抗日本统治，遭受统监府没收财产，部分贵族家庭进入中国，部分家庭进入日本。直到二次大战之后，大韩民国归还两班财产，但只限于韩国从日本统治者接收下的土地和财产。
朝鮮王朝時期，宗室之外的臣民分为良民和贱民。
良民也叫四民，共分成四個階級。良民中，两班最高：
- 兩班（貴族与他们之嫡子女，亦稱士大夫）。
- 中人（官員良妾所生子女及其後代，「良妾」是平民百姓嫁給官員作為妾侍的稱呼）。中人的地位介於統治階級的兩班以及被統治者之間，負責執行實際管理社會的工作。[1]:91
- 常民
- 白丁（從事屠夫或皮革業較低等職業的人）

良民之下的為賤民，包括奴婢、娼妓，賤妾（賤民出身的妾）所生子女（不論父親身份）及其後代。
高丽王朝時期如何並不清楚，但朝鲜王朝時期此階級制度規範非常嚴格，不同階級之人不准許通婚，並實施從母法，孩子繼承了母親的階級。两班也有他们的居住区域，在汉阳自别一部（南村、北村），同时他们也有大量的奴婢在獲赐职田上耕作。
朝鲜王朝规定，两班贵族生活来源为朝廷赐予的土地收入。即使不當官员，成为在地两班，也不能从事商业活动，不能种地，不能做手工业，只能研习儒学（朱子學）。但到了朝鮮王朝中後期，一些貧窮的兩班為解決生計，也從事農業、商業和手工業維生，也有些商人藉由買得兩班族譜成為兩班。
因為两班是支配階級，因此朝鲜王朝又称「两班社会」。

## 历史来源
朝鲜的三国时代，半岛有高句丽、百济、新罗三个国家，依靠贵族统治各国。高句丽贵族阶级统治极其强化。
新罗时代，新罗结束三国时代，统一朝鲜半岛，建立统一国家。
后三国时代，新罗分裂，高句丽、百济的豪族复国，建立后高句丽（泰封国）、后百济，与残破的新罗在历史合称为后三国时代。
公元936年，高丽王朝统一后百济和新罗。高丽王朝为后高句丽政变而来的国家，简称高丽。景宗元年（公元976年）正式确立两班制度，吸收高句丽和新罗的制度，將各級官吏分成文班、武班和雜業等，依靠贵族统治国家，分封政变有功之臣，特权世代相传。两班在高丽国时代充分发展。:89武臣政權時期（公元1170年至1270年）大量鄉吏變成兩班，高丽王朝後期許多譯官、內僚也成為兩班，使得兩班人數大為增加。
朝鲜王朝时期為了維護統治階級的身份，强化了两班制度，將中人從两班中分出來，正妻以外所生的子女不屬於兩班而屬於中人。通过科举和蔭敍以及联姻得到强化的两班阶级，控制全国大部分土地和人口。
日韩合并之后，宣布两班贵族子弟和平民子弟一起读书学习，取消两班統治国家的特权。

### 兩班代表家族
- 慶州金氏
- 晉州姜氏（朝鲜语：진주 강씨 (강이식)）
- 全州李氏
- 原州元氏（朝鲜语：원주 원씨）
- 安東金氏
- 光山金氏（朝鲜语：광산 김씨）
- 文化柳氏
- 豐壤趙氏
- 清州韓氏
- 延日鄭氏（朝鲜语：연일 정씨）
- 密陽朴氏
- 潘南朴氏
- 慶州昔氏（朝鲜语：경주 석씨）
- 昌寧成氏
- 慶州李氏（朝鲜语：경주 이씨）
- 德水李氏（朝鲜语：덕수 이씨）
- 驪州李氏（朝鲜语：여주 이씨）
- 眞寶李氏（朝鲜语：진보 이씨）
- 驪興閔氏
- 原州邉氏（朝鲜语：원주 변씨）
- 南陽洪氏（朝鲜语：남양 홍씨）
- 羅州羅氏
- 安東權氏
- 恩津宋氏
- 坡平尹氏

## 名称来源
“兩班”一词的来源，一種說法称高丽时期住在京城東邊和西邊的貴族的官員。另一種說法指上朝時，君王坐北向南，以君王為中心，文官排列在東邊（東班），武官排列在西邊（西班），之後，兩班專指朝會的官員延伸到兩班官員的家族及家門:89。高麗時文班叫龙班，武班叫虎班。文班管政治武班管軍事。在乡村生活的貴族称乡班。

## 两班制度的科举
两班子弟如果考中科举的殿试或者經由蔭敍:88，可以获得首三品和首三品以上官衔。
只有两班子弟才有资格参加正统科举成为正三品和正三品以上官员。
朝鲜科举分为三类：正统科举、杂科科举、武科科举。
正统科举产生文武官员，只有两班子弟才可以报考；
杂科科举产生医生、农业、林业官员，所有階層皆可以报考；
武科科举产生警察官员、军队较低级别的军官、监狱官员，所有階層皆可以报考。
雜科、武科只能考取四品和四品以下的官吏。

## 两班制度的继承官位
蔭敍制：两班家庭通过继承身份可以获得三品以上官衔。
如果三代以内出现过任意级别的官吏，就自动继承两班。
如果三代以内没有出现过官吏，也可以通过和其他两班家庭的婚姻联姻來維持兩班的地位，因此兩班階級具世袭的特色。
如果三代以内没有出现过官吏，也没有通过和其他两班家庭的婚姻联姻來維持兩班的地位，两班地位将会降低，受到对手集团政治势力压迫。